# Sveinn Ingvarsson
Sveinn Ingvarsson (ur. 2 lipca 1914 w Staðarsveit, zm. 22 stycznia 2009 w Akureyri) – islandzki lekkoatleta, sprinter.
Podczas igrzysk olimpijskich w Berlinie (1936) odpadł w eliminacjach na 100 metrów.
Wielokrotny mistrz kraju na różnych dystansach.

## Rekordy życiowe
- Bieg na 100 metrów  – 10,9 (1938) były rekord Islandii
- Bieg na 200 metrów – 23,1 (1938) były rekord Islandii
- Bieg na 400 metrów – 52,6 (1938) były rekord Islandii